# Villadose
Villadose is een gemeente in de Italiaanse provincie Rovigo (regio Veneto) en telt 5303 inwoners (31-12-2004). De oppervlakte bedraagt 32,5 km², de bevolkingsdichtheid is 163 inwoners per km².
De volgende frazioni maken deel uit van de gemeente: Cambio, Canale di Villadose.

## Demografie
Villadose telt ongeveer 1966 huishoudens. Het aantal inwoners daalde in de periode 1991-2001 met 0,4% volgens cijfers uit de tienjaarlijkse volkstellingen van ISTAT.
| Jaar | Inwoneraantal |
| ---- | ------------- |
| 1991 | 5269          |
| 2001 | 5248          |

## Geografie
De gemeente ligt op ongeveer 5 m boven zeeniveau.
Villadose grenst aan de volgende gemeenten: Adria, Ceregnano, Rovigo, San Martino di Venezze.